# William Havelock
William Havelock (23 gennaio 1793 – Ramagar, 22 novembre 1848) è stato un militare britannico. Ufficiale di cavalleria del British Army, raggiunse il grado di tenente colonnello.

## Biografia
Havelock era il figlio maggiore di William Havelock di Ingress Park, Kent, e fratello di Sir Henry Havelock e del colonnello Charles Havelock del 16º Reggimento lancieri. Nacque il 23 gennaio 1793 e fu educato alla Charterhouse School e da un tutore privato. Il 12 luglio 1810 fu nominato allievo ufficiale del 43º Reggimento fanteria leggera, di cui divenne tenente nel 1812.
Nella guerra d'indipendenza spagnola guidò parte del 43º Reggimento durante l'attraversamento del fiume Côa nel 1810. Fu presente in tutte le successive azioni in cui fu impegnata la Light Division, come aiutante di campo del maggiore generale Charles Alten, comandante della divisione. Durante la battaglia del Bidassoa dell'ottobre 1813, una forza spagnola fu fermata da un'abbattuta difesa da due reggimenti francesi. Havelock, che era stato inviato a verificare i progressi delle truppe spagnole, invitò questi ultimi a seguirlo e si gettò a capofitto tra i nemici. Gli spagnoli sbaragliarono i francesi, il cui centro era sotto il fuoco delle truppe leggere di James Kempt.
Havelock fu aiutante di campo di Alten nella battaglia di Waterloo e durante l'occupazione di Parigi. Nel 1818 ottenne il comando di una compagnia del 32º Reggimento a piedi e prestò servizio a Corfù. In seguito passò al 4º Reggimento dragoni leggeri, con il quale si recò in India. Fu per qualche tempo aiutante di campo di Sir Charles Colville, comandante in capo a Bombay, e fu segretario militare di John Elphinstone, XII Lord Elphinstone, governatore di Madras.
Divenne maggiore del 4º Reggimento dragoni leggeri nel 1830 e, passato al 14º Reggimento dragoni leggeri, ne divenne tenente colonnello nel 1841. Lo comandò sul campo sotto Sir Charles Napier e con le truppe di Bombay inviate a rinforzare l'esercito di Lord Hugh Gough durante la seconda guerra anglo-sikh. Cadde mortalmente alla testa del suo reggimento in una carica contro i sikh nella battaglia di Ramnagar, sulle rive del fiume Chenab, il 22 novembre 1848. Gravemente ferito, dopo che undici dei suoi soldati erano stati uccisi accanto a lui, fu dato per morto sul campo.
Nel 1824 Havelock aveva sposato Caroline Elizabeth, figlia di Acton Chaplin di Aylesbury, da cui ebbe 13 figli, tra cui il governatore coloniale Sir Arthur Havelock.